# Maeandrogonaria corticalis
Maeandrogonaria corticalis är en fjärilsart som beskrevs av Butler 1882. Maeandrogonaria corticalis ingår i släktet Maeandrogonaria och familjen mätare. Inga underarter finns listade i Catalogue of Life.